# Edison Westphal
Edison Westphal, mais conhecido como Edi (Braço do Norte, 23 de dezembro de 1933), é um industrial e atleta brasileiro.
Filho de Oswaldo Westphal e Adelina Speck Westphal. Casou em segundas núpcias com Anelise Teixeira Westphal. Completou o ensino fundamental no Colégio Santo Antônio em Blumenau, o ensino médio no Colégio Dehon em Tubarão e estudou contabilidade na Escola Técnica Federal de Santa Catarina em Florianópolis.

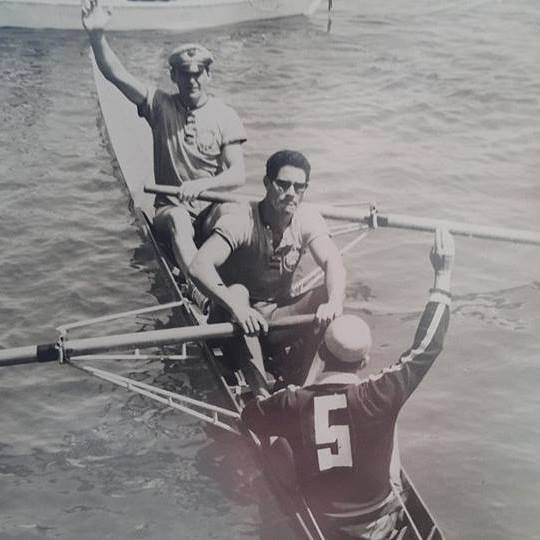
Francisco Schmitt (Chicão, acima) e Edison Westphal, com o timoneiro Álvaro Elpo, em 1956 no 4º Campeonato Sul-Americano de Remo em Callao, Peru

## Carreira
Ingressou no Clube de Regatas Aldo Luz em março de 1951. Representou o estado de Santa Catarina em campeonatos nacionais e o Brasil em campeonatos sul-americanos.
Foi qualificado para representar o Brasil nos XVI Jogos Olímpicos de 1956, em Melbourne, na Austrália, porém demandas políticas conduziram a delegação do Rio de Janeiro como representante do país.
Em 1957 retornou a Braço do Norte, e nunca mais voltou a remar. Desde então trabalhou com seu pai, assumindo a responsabilidade pela empresa paterna após a morte do mesmo, em 1971. 

### Campeão das provas
| Ano  | Data e competição                                         | Modalidade e equipe campeã | Observação                                                                              |
| ---- | --------------------------------------------------------- | --- | --------------------------------------------------------------------------------------- |
| 1951 | 15 de novembro Campeonato Catarinense de Remo             | 4+:João Arthur Vasconcellos (Tuca), Francisco Schmitt (Chicão), Edison Westphal e Sady Cayres Berber, com Moacir Iguatemy da Silveira (timoneiro)                                                      | Florianópolis                                                                           |
| 1953 | 18 de janeiro Regata das Forças Armadas do Brasil         | 8+: Hamilton Cordeiro, Francisco Schmitt, João Arthur Vasconcellos, Edison Westphal, Arlindo Schmitt, Kalil Boabaid, Sady Cayres Berber, com Moacir Iguatemy da Silveira (timoneiro)                   | Vencedores no 7º páreo, São Paulo                                                       |
| 1953 | 25 de janeiro Prova Clássica das Forças Armadas do Brasil | 8+: Hamilton Cordeiro, Francisco Schmitt, João Arthur Vasconcellos, Kalil Boabaid, Edison Westphal, Antônio Boabaid, Arlindo Schmitt e Sady Cayres Berber, com Moacir Iguatemy da Silveira (timoneiro) | São Paulo                                                                               |
| 1953 | 22 de março 34ª Regata Internacional de Montevidéu        | 8+: Hamilton Cordeiro, Francisco Schmitt, João Arthur Vasconcellos, Kalil Boabaid, Antônio Boabaid, Arlindo Schmitt, Edison Westphal e Sady Cayres Berber, com Moacir Iguatemy da Silveira (timoneiro) | Raia de Melilla, Montevidéu, Uruguai.                                                   |
| 1953 | 14 de junho Páreo Extra Interestadual SC/RS               | 4+: Hamilton Cordeiro, Francisco Schmitt, Edison Westphal e Sady Cayres Berber, com Álvaro Elpo (timoneiro)                                                                                            | Porto Alegre                                                                            |
| 1953 | 15 de novembro Campeonato Catarinense de Remo             | 4+: Hamilton Cordeiro, Francisco Schmitt, Edison Westphal e Sady Cayres Berber, com Álvaro Elpo (timoneiro)                                                                                            | Florianópolis                                                                           |
| 1954 | 17 de janeiro 41º Campeonato Brasileiro de Remo           | 4+: Hamilton Cordeiro, Francisco Schmitt, Edison Westphal e Sady Cayres Berber, com Moacir Iguatemy da Silveira (timoneiro)                                                                            | Raia da Lagoa Rodrigo de Freitas, Rio de Janeiro                                        |
| 1954 | 25 de janeiro Regata da Fundação da Cidade de São Paulo   | 8+:Hamilton Cordeiro, Francisco Schmitt, João Arthur Vasconcellos, Kalil Boabaid, Edison Westphal, José Azevedo, Antônio Boabaid e Sady Cayres Berber, com Moacir Iguatemy da Silveira (timoneiro)     | Raia de Lenheiro, São Paulo                                                             |
| 1954 | 2 de maio 3º Campeonato Sul-Americano de Remo             | 4+: Hamilton Cordeiro, Francisco Schmitt, Edison Westphal e Sady Cayres Berber, com Moacir Iguatemy da Silveira (timoneiro)                                                                            | Raia da Lagoa Rodrigo de Freitas, Rio de Janeiro                                        |
| 1954 | 9 de maio Regata Intermunicipal                           | 4+: Hamilton Cordeiro, Francisco Schmitt, Edison Westphal e Sady Cayres Berber, com Moacir Iguatemy da Silveira (timoneiro)                                                                            | Raia Jarivatuba, em Joinville, no 5º páreo                                              |
| 1954 | 14 de novembro Campeonato Catarinense de Remo             | 4+: Hamilton Cordeiro, Francisco Schmitt, Edison Westphal e Sady Cayres Berber, com Álvaro Elpo (timoneiro)                                                                                            | Florianópolis                                                                           |
| 1954 | 14 de novembro Campeonato Catarinense de Remo             | 2+: Edison Westphal e Nilton Brognoli, com Álvaro Elpo (timoneiro) | Florianópolis                                                                           |
| 1955 | 25 de janeiro Prova Fundação da Cidade de São Paulo       | 8+: Hamilton Cordeiro, Francisco Schmitt, João Arthur Vasconcellos, Kalil Boabaid, Edison Westphal, Osman Boabaid, Arlindo Schmitt e Sady Cayres Berber, com Moacir Iguatemy da Silveira (timoneiro)   | Raia de Jurubatuba São Paulo. O Aldo Luz sagra-se campeão pela terceira vez consecutiva |
| 1955 | 31 de julho 1ª Regata Noturna do Rio de Janeiro           | 8+: Hamilton Cordeiro, Francisco Schmitt, Walmor Vilella, Kalil Boabaid, Edison Westphal, Osman Boabaid, Gleno Ricardo Scherer e Sady Cayres Berber, com Álvaro Elpo (timoneiro)                       | Raia da Lagoa Rodrigo de Freitas, Rio de Janeiro                                        |
| 1955 | 6 de novembro Campeonato Catarinense de Remo              | 4+: Edison Westphal, Francisco Schmitt, Gleno Ricardo Scherer e Osman Boabaid, com Álvaro Elpo (timoneiro)                                                                                             | Florianópolis                                                                           |
| 1955 | 6 de novembro Campeonato Catarinense de Remo              | 2+: Edison Westphal e Francisco Schmitt, com Álvaro Elpo (timoneiro) | Florianópolis                                                                           |
| 1955 | 18 de dezembro 42º Campeonato Brasileiro de Remo          | 2+: Edison Westphal e Francisco Schmitt, com Álvaro Elpo (timoneiro) | Raia da Lagoa Rodrigo de Freitas, Rio de Janeiro                                        |
| 1955 | 18 de dezembro 42º Campeonato Brasileiro de Remo          | 4+: Hamilton Cordeiro, Francisco Schmitt, Edison Westphal e Sady Cayres Berber, com Álvaro Elpo (timoneiro)                                                                                            | Raia da Lagoa Rodrigo de Freitas, Rio de Janeiro                                        |
| 1956 | 29 de abril 4º Campeonato Sul-Americano de Remo           | 2+: Edison Westphal e Francisco Schmitt, com Álvaro Elpo (timoneiro) | Raia de Callao, La Punta, Callao, Peru                                                  |
| 1956 | 29 de abril 4º Campeonato Sul-Americano de Remo           | 4+: Edison Westphal, Francisco Schmitt, Hamilton Cordeiro e Sady Cayres Berber, com Álvaro Elpo (timoneiro)                                                                                            | Raia de Callao, La Punta, Callao, Peru                                                  |
| 1956 | 21 de maio Campeonato Florianopolitano de Remo            | 4+: Hamilton Cordeiro, Francisco Schmitt, Edison Westphal e Sady Cayres Berber, com Álvaro Elpo (timoneiro)                                                                                            | Florianópolis                                                                           |
| 1956 | 17 de junho Regata Marinha Nacional                       | 4+: Hamilton Cordeiro, Francisco Schmitt, Edison Westphal e Sady Cayres Berber, com Álvaro Elpo (timoneiro)                                                                                            | Porto Alegre, venceram o páreo Honra Almirante Barroso                                  |

## Galeria de imagens

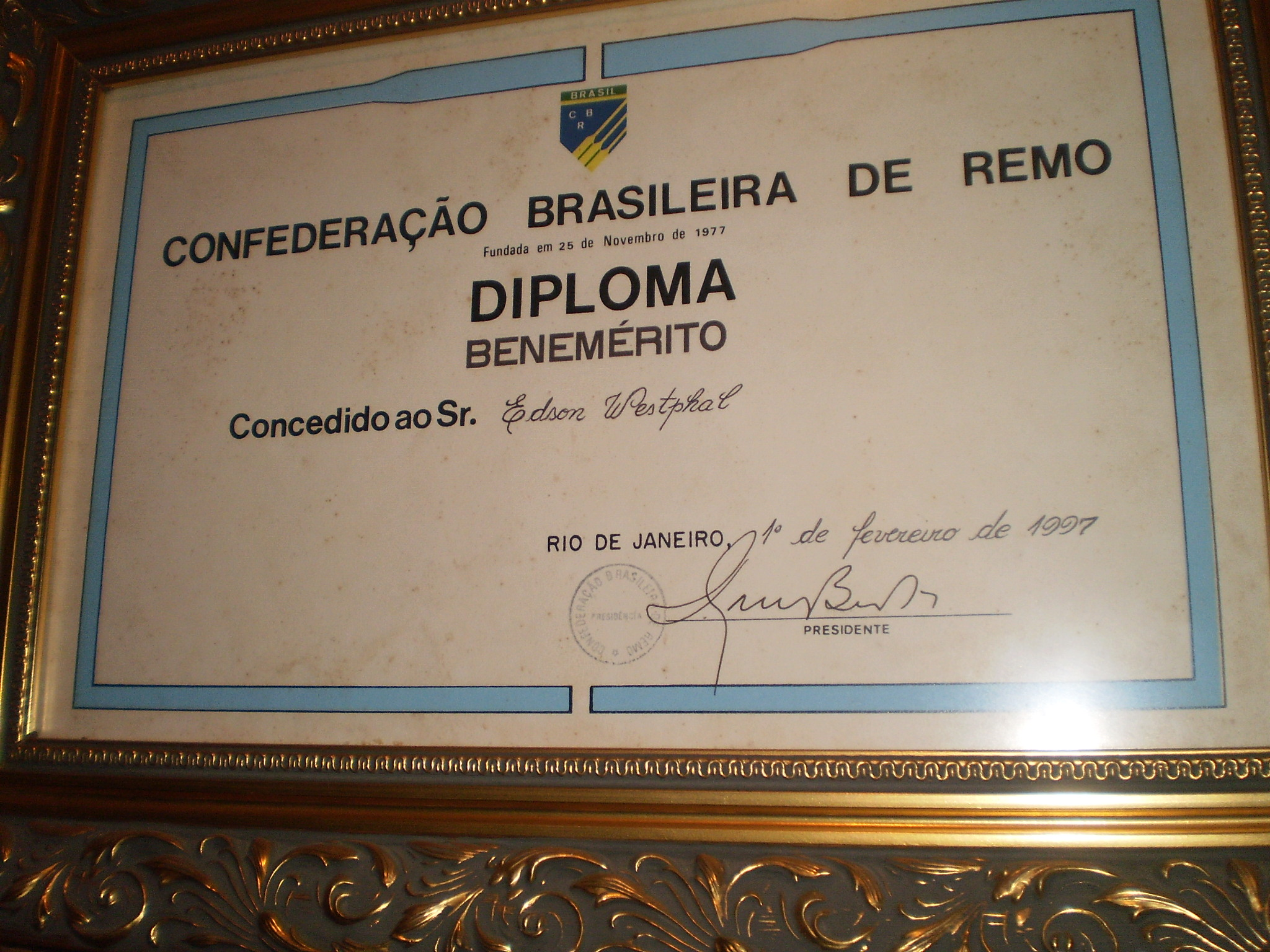
Diploma
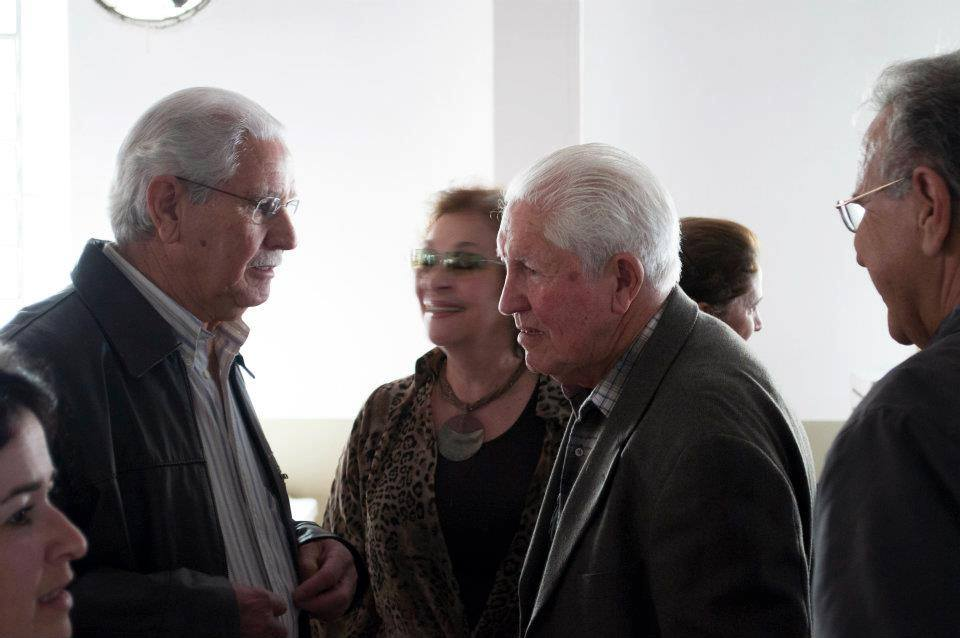
Edison e Wilson Westphal no terceiro encontro da Família Westphal em Braço do Norte, 2016
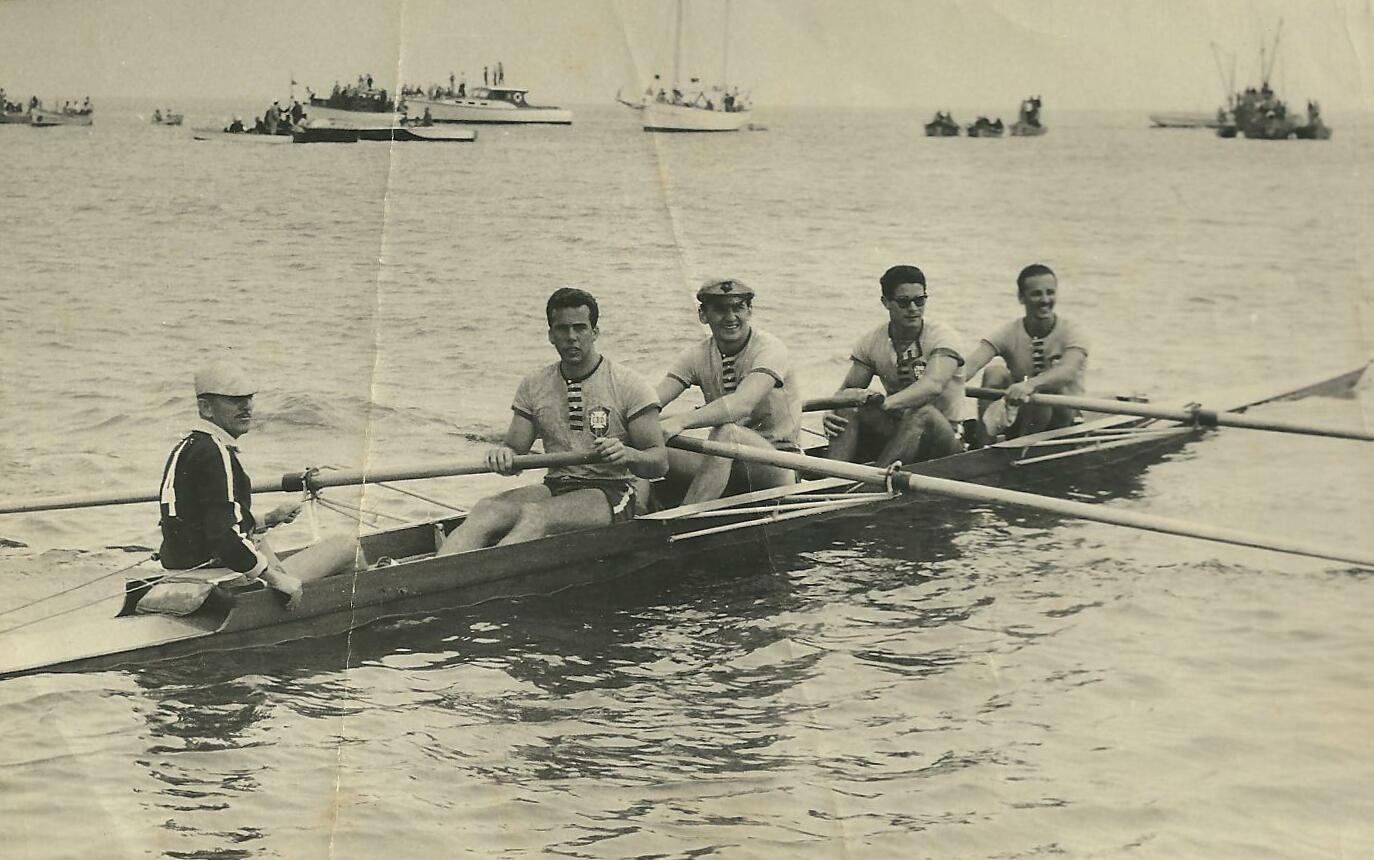
Bi-campeões sul-americanos de remo em Callao, no Peru. Da direita para a esquerda: Sadi, Edison, Francisco (Chicão), Hamilton e o timoneiro Álvaro Elpo (Corvina).[16] Álvaro Elpo morreu em Florianópolis aos 103 anos em janeiro de 2016.